# عزلة الطرف اليمانى (الحديدة)

تعديل مصدري - تعديل

عزلة الطرف اليمانى هي إحدى عزل مديرية بيت الفقية في محافظة الحديدة اليمنية ويبلغ تعداد سكانها 89418 نسمة حسب التعداد السكاني في اليمن لعام 2004.

## روابط خارجية
- الجهاز المركزي للإحصاء بالجمهورية اليمنية
- المركز الوطني للمعلومات باليمن
- World Gazetteer:Yemen
- الدليل الشامل